# ضد میکروبی
یک مادهٔ ضد میکروبی (به انگلیسی Antimicrobial) ترکیبی است که میکروارگانیسم‌ها را از بین برده یا رشد آن‌ها را متوقف می‌کند. داروهای ضد میکروبی براساس نوع میکروارگانیسمی که علیه آن فعالیت می‌کنند تقسیم‌بندی می‌شوند. به عنوان مثال آنتی‌بیوتیک‌ها علیه باکتری‌ها و ضدقارچ‌ها علیه قارچ‌ها عمل می‌نمایند.
البته تقسیم‌بندی دیگری براساس عملکرد آن‌ها نیز وجود دارد. ترکیباتی که میکروب‌ها را می‌کشند کشندهٔ میکروب‌ها (Microbicidal) و ترکیباتی که از رشد آن‌ها جلوگیری می‌کنند بیواستاتیک (Biostatic) نامیده می‌شوند. استفاده از داروهای ضد میکروبی که به منظور درمان آلودگی‌ها به‌کار می‌روند، درمان ضد میکروبی نامیده می‌شود. استفاده از داروهای ضد میکروبی جهت پیشگیری از ایجاد آلودگی نیز طب پیشگیری ضد میکروبی نام دارد.
دستهٔ اصلی ترکیبات ضد میکروبی، ترکیباتی با نام ضدعفونی‌کننده‌ها هستند که کاملاً غیر انتخابی عمل نموده و تمامی عوامل میکروبی را از بین می‌برند.
اولین بار بیش از ۲۰۰۰ سال قبل ترکیباتی با ویژگی‌های ضد میکروبی مورد استفاده قرار گرفت. مصریان و یونانیان باستان از عصاره‌های گیاهی خاص برای درمان عفونت‌ها استفاده می‌کردند. بعدها میکروبیولوژیست‌هایی مانند پاستور و ژوبرت خاصیت آنتاگونیستی بین برخی از باکتری‌ها را مشاهده نمودند و دربارهٔ نقش این برهم‌کنش‌ها در درمان بیماری‌ها تحقیقاتی انجام دادند.
در سال ۱۹۲۸ الکساندر فلیمینگ برای اولین بار قارچی با ویژگی‌های ضد میکروبی را کشف کرد این قارچ پنی‌سیلیوم روبنس (Penicillium rubens) نامیده شد. ترکیب استخراج شده از این قارچ پنی‌سیلین نام گرفت و در سال ۱۹۴۲ به صورت موفقیت‌آمیزی برای درمان عفونت‌های ناشی از باکتری استرپتوکوکوس مورد استفاده قرار گرفت.
ترکیبات ضدباکتریایی برای از بین بردن آلودگی‌های باکتریایی استفاده می‌شوند. سمیت این ترکیبات برای انسان و دیگر جانوران بسیار ناچیز است. البته مصرف طولانی مدت ترکیبات ضدباکتریایی تعداد فلور میکروبی بدن را کاهش داده که ممکن است تأثیرات منفی بر روی سلامتی داشته باشد. در صورت استفادهٔ ترکیبات ضدباکتریایی به مدت طولانی، مصرف محصولات خوراکی پروبیوتیک می‌تواند فلور میکروبی نابود شده را جایگزین نماید.
شناسایی، توسعه و استفادهٔ کلینیکی از ترکیبات ضدباکتریایی در قرن بیستم میزان مرگ و میر در اثر آلودگی‌های باکتریایی را کاهش داده‌است. عصر ترکیبات ضد میکروبی با کاربرد داروهای نیتروگلیسرین شروع شد و با دورهٔ طلایی اکتشافات جدید که باعث شناسایی و توسعهٔ ترکیبات مؤثر و متنوع از سال ۱۹۴۵ تا ۱۹۷۰ گردید ادامه یافت. در هر حال از سال ۱۹۸۰ معرفی ترکیبات ضد میکروبی جدید جهت مصارف کلینیکی کاهش یافت. علت این امر، هزینهٔ بسیار بالای آزمایش‌های مربوط به داروهای جدید بود. از طرفی زنگ خطر افزایش مقاومت باکتری‌ها، قارچ‌ها، ویروس‌ها و انگل‌ها به داروهای موجود به صدا درآمد.
استفادهٔ گستره و نادرست ترکیبات ضدباکتریایی باعث شده ظهور پاتوژن‌های مقاوم به ترکیبات ضد میکروبی به عنوان یک تهدید جدی سلامت جهانی مطرح شود. مشکل مقاومت آنتی‌بیوتیکی سبب شده تلاش برای شناسایی ترکیبات ضدباکتری مؤثر در برابر باکتری‌های پاتوژن مقاوم به ترکیبات ضدباکتریایی موجود ضروری باشد. استراتژی‌های موجود برای این مسئله عبارت‌اند از:
افزایش نمونه‌برداری از مناطق متفاوت، استفاده از متاژنومیکس برای شناسایی ترکیبات فعال تولیدشده توسط باکتری‌های ناشناخته و غیرقابل کشت و نیز توسعهٔ کتابخانه‌هایی از مولکول‌های کوچک مختص اهداف باکتریایی.
ترکیبات ضد قارچ جهت کشتن یا ممانعت از رشد بیشتر قارچ‌ها مورد استفاده قرار می‌گیرند. برخلاف باکتری‌ها، قارچ و انسان هر دو یوکاریوت هستند بنابراین سلول‌های آن‌ها در سطح مولکولی دارای شباهت‌هایی هستند. از این رو یافتن هدفی برای یک داروی ضد قارچ که در جاندار آلوده شده به قارچ وجود نداشته باشد دشوار است. به همین دلیل برخی از داروهای ضد قارچ دارای اثرات جانبی بوده که برخی از این اثرات در صورت مصرف نادرست، تهدیدکنندهٔ سلامت انسان هستند.
داروهای ضدویروس دسته‌ای از ترکیبات ضد میکروبی بوده که در آلودگی‌های ویروسی مورد استفاده قرار می‌گیرند. آن‌ها نسبتاً فاقد اثرات مخرب برای میزبان بوده بنابراین می‌توان از آن‌ها برای رفع آلودگی‌های ویروسی استفاده نمود. البته باید آن‌ها را از داروهای ویروس‌کش که ذرات ویروسی را خارج از بدن غیرفعال می‌نمایند تفکیک نمود. بسیاری از داروهای ضدویروسی جهت درمان آلودگی‌های ایجادشده توسط رتروویروس‌ها مانند ایدز طراحی شده‌اند. مهم‌ترین داروهای ضدویروسی دسته‌ای از ممانعت‌کننده‌های پروتئازها هستند.
ضد انگل‌ها دسته‌ای از داروها هستند که برای درمان آلودگی‌های ناشی از انگل‌ها مانند نماتدها و پروتوزوآ استفاده می‌شوند. با توجه به این‌که انگل‌ها نیز یوکاریوت هستند بنابراین مشابه ترکیبات ضد قارچ، ترکیبات ضد انگل نیز باید جاندار آلوده‌کننده را بدون اثرات مخرب بر میزبان از بین ببرند.
طیف وسیعی از ترکیبات طبیعی و شیمیایی به عنوان مواد ضد میکروبی مورد استفاده قرار می‌گیرند. اسیدهای آلی مانند لاکتیک اسید، سیتریک اسید، استیک اسید و نمک‌های آن‌ها به عنوان مواد ضد میکروبی در محصولات غذایی به صورت گسترده استفاده می‌شوند.
سطوح فلزی حاوی مس دارای ویژگی‌های ضد میکروبی طبیعی بوده و می‌توانند میکروارگانیسم‌هایی مانند اشریشیا کلی و استافیلوکوکوس را از بین ببرند. البته فلزات سنگین دیگری مانند جیوه دارای خاصیت ضد میکروبی هستند اما دارای اثرات سمی برای جانداران دیگر مانند انسان هستند.
گیاه‌شناسان سنتی از گیاهان برای درمان بیماری‌های ناشی از آلودگی‌های میکروبی استفاده می‌کنند. به صورت کاملاً علمی نشان داده شده که بسیاری از این گیاهان دارای فعالیت ضد میکروبی هستند و نیز برخی از فراورده‌های گیاهی از رشد میکروارگانیسم‌های پاتوژن جلوگیری می‌کنند.

فعالیت های ضد میکروبی، محتویات فنلی و فلاونوئیدی، محافظت آنتی اکسیدانی و DNA لایه های داخلی و خارجی Allium cepa L. از ایران: Allium cepa L. که در ایران به عنوان پیاز وحشی شناخته می شود با فعالیت های آنتی اکسیدانی و ضد میکروبی بالا در لایه های داخلی و خارجی. هدف از این مطالعه بررسی محتوای فنلی و فلاونوئیدی و همچنین فعالیت آنتی اکسیدانی و ضد میکروبی لایه های داخلی و خارجی ده پیاز ایرانی (Allium cepa L.) و مقایسه آنها با سه پیاز هیبریدی بود. نتایج نشان داد که محتویات کل فنول، فلاونوئید و ظرفیت آنتی اکسیدانی پیازها به ترتیب 18.76-65.25 (mg GAE/g DW)، 0.06-1.92 (mg/g DW) و 10.34-40.54 درصد بود. نتایج نشان داد که محتوای فنول و فلاونوئید کل و همچنین فعالیت آنتی اکسیدانی و محافظت از DNA pBR322 در لایه بیرونی در مقایسه با لایه داخلی به دلیل رادیکال های هیدروکسیل بالاتر بیشتر است. بر اساس نتایج، مطالعه حاضر نشان داد که پیاز قرمز از جمله نژادهای بومی از آذرشهر و نوشهر منشأ بیشترین مقدار را به خود اختصاص داده است.

## عوامل فیزیکی کشندهٔ میکروب‌ها
ازون قادر به کشتن میکروارگانیسم‌ها در آب و هوا است. گرمای مرطوب و نیز گرمای خشک در حذف میکروب‌ها مؤثر است. گرما در پاستوریزاسیون که روشی برای کاهش آلودگی‌های مواد غذایی مانند شیر، پنیر و آبمیوه است، استفاده می‌شود. جهت از بین بردن برخی پاتوژن‌های مضر در موادغذایی از اشعه‌های خاصی استفاده می‌شود. اشعهٔ الکترون، پرتو ایکس و گاما از جمله آن‌ها هستند. از امواج فرابنفش برای از بین بردن آلودگی‌های آب‌های آشامیدنی در سیستم‌های تصفیهٔ آب استفاده می‌شود.